# Bukplastik

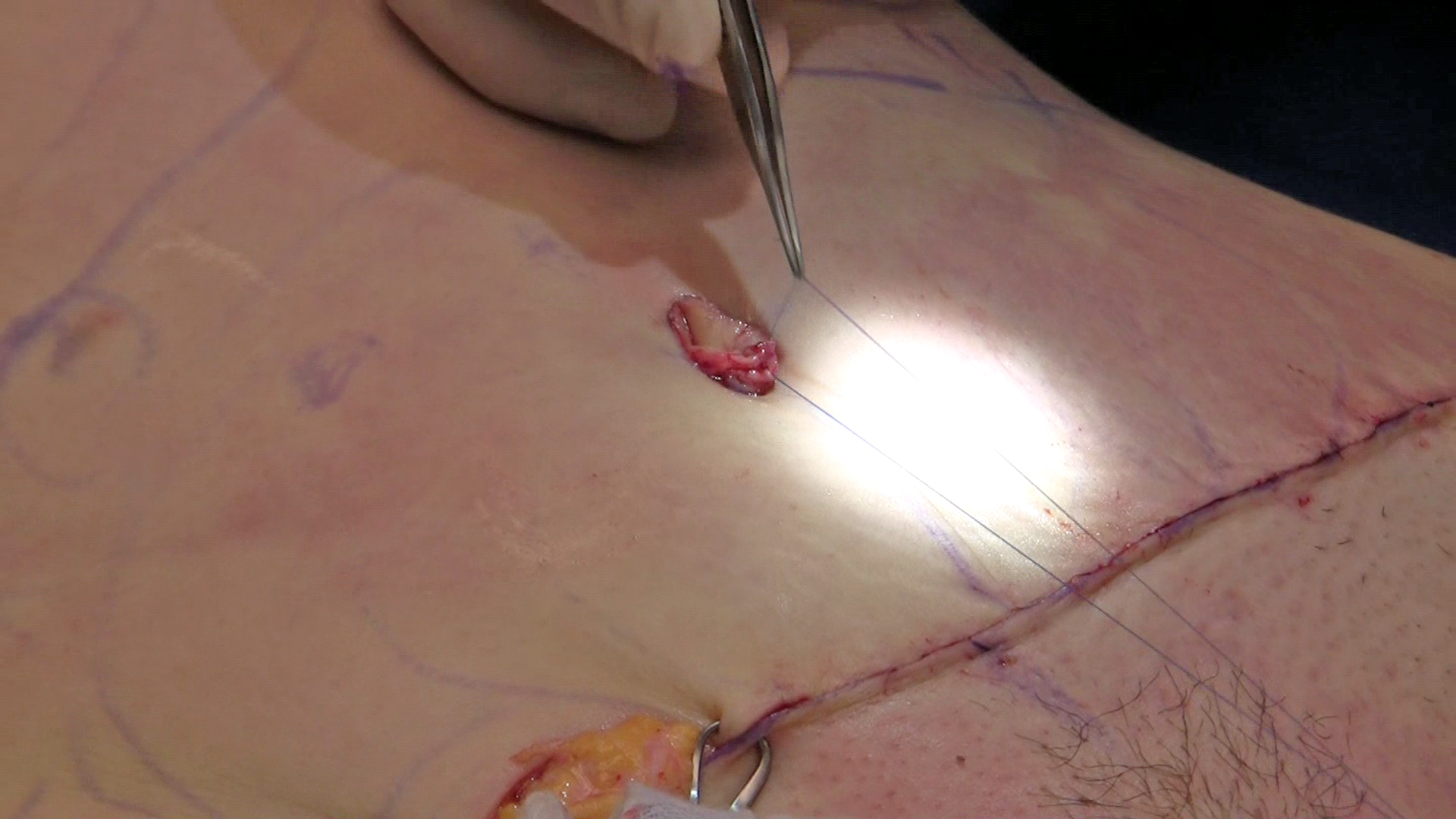
Rekonstruktion av naveln efter bukplastik

Bukplastik är en plastikkirurgisk operation som syftar till att avlägsna överskottshud på buken samt att strama upp magmusklerna. Vanliga orsaker till överskottshud på buken är stor viktnedgång efter graviditet eller övervikt. Risker innefattar bland annat blödning, infektion, blodpropp, ärrbildning, kronisk smärta och hudbesvär.